# Wilhelm (Schiff, 1851)
Die Wilhelm war das letzte Dampfschiff der Württembergischen Bodensee-Dampfschiffgesellschaft vor deren Verstaatlichung und Übernahme in die Staats-Eisenbahnen. Im Gegensatz zum Vorgängerschiff, der hölzernen Wilhelm von 1824, war der Rumpf aus Eisen gefertigt, was dem Schiff im Volksmund den Spitznamen "Eisener Wilhelm" einbrachte. Wie ihr Vorgängerschiff erhielt auch die Wilhelm ihren Namen nach dem Württembergischen König Wilhelm I., der ein Gönner und wichtiger Wegbereiter der Bodensee-Dampfschifffahrt war.
Obwohl Württemberg nach der Gründung des Deutschen Kaiserreichs 1871 seine Souveränität weitgehend abgab, blieben die Eisenbahnen aller drei süddeutschen Länder und damit auch die Wilhelm unter der jeweiligen Landeshoheit. Auf dem Bodensee gab es daher keine Passagierdampfer, die unter der Flagge des Kaiserreichs fuhren.
Nach 48 Jahren auf dem Obersee wurde die Wilhelm ab dem 1. Mai 1899 an die Schweizerischen Dampfbootgesellschaft Untersee und Rhein für den Verkehr auf Untersee und Rhein vermietet, das Schiff fuhr jedoch weiterhin unter Württembergischer Flagge. Ihr Nachfolgeschiff in der württembergischen Bodenseeflotte wurde 1901 die König Wilhelm. Zwei Jahre später wurde die Wilhelm auf Untersee und Rhein von der Mömpelgard abgelöst und 1902 verschrottet.